# 錢一飛
錢一飛（1948年4月6日—2007年10月1日），生於福建福州，臺灣籃球教練、運動員，曾任中華男籃國手、總教練、裕隆隊總教練，有鐵血教頭的封號。

## 生平

### 籃球員生涯
錢一飛在高中就參加籃球校隊，17歲進入民豐男籃隊，又轉往榮工隊。當兵服役時在空軍虎風籃球隊。退伍後加入裕隆隊，與吳建國、陳恩鐘號稱「裕隆三劍客」。

### 教練生涯
1980年退役，成為東元籃球隊教練。之後先後擔任電信、台電、華航、台元等女籃隊教練。最後成為裕隆男籃隊教練。
1994年廣島亞運，錢一飛成為中華男籃隊總教練。
1994-1995年，帶領裕隆男籃隊拿下中華職籃第一屆冠軍。
2001年大阪東亞運，他帶領中華隊得到銀牌。

### 退休後
2000年發現罹患鼻咽癌，2007年因病情惡化去世，享年59歲。

### 歷年執教成績
| 年度    | 執教球隊 | 出賽場次 | 勝場 | 敗場 | 勝率 | 備註                                        |
| ------- | -------- | -------- | ---- | ---- | ---- | ------------------------------------------- |
| 03-04年 | 裕隆恐龍 | 24       | 19   | 5    | .792 | 總冠軍賽3：0勝 新浪獅                       |
| 04-05年 | 裕隆恐龍 | 30       | 25   | 5    | .833 | 總冠軍賽3：0勝 達欣工程                     |
| 05-06年 | 裕隆恐龍 | 30       | 24   | 6    | .800 | 總冠軍賽4：1勝 台灣啤酒                     |
| 06-07年 | 裕隆恐龍 | 30       | 22   | 8    | .733 | 準決賽2：3敗 達欣工程 季軍賽1：3敗 緯來獵人 |
| 生涯    | 4年      | 114      | 90   | 24   | .789 | 三次SBL總冠軍                               |

- 粗體黑字為該年度聯盟最高，紅字為超級籃球聯賽紀錄

## 記錄與戰績
- 1994年廣島亞運中華女籃教練
- 1994-95年中華職籃第一屆冠軍隊裕隆男籃隊總教練
- 1995年亞錦賽女籃教練
- 1999年亞錦賽男籃教練
- 2001年大阪東亞運男籃銀牌總教練
- 2005年東亞運金牌中華男籃總教練

## 家庭
錢一飛有四個子女：
- 長女：錢韋如。
- 次女：錢韋杉，曾為模特兒，女演員，與前職籃選手邱宗志結婚。
- 三女：錢韋帆。
- 么子：錢韋成，前FOX體育台（含前身ESPN衛視體育台時期）主播，曾前往中國演藝圈發展並出版寫真書籍與發行個人單曲，並有擔任愛爾達電視台球評的經歷。

## 外部連結
- 錢一飛在Eurobasket.com（教練）（英语）